# Tokajské víno

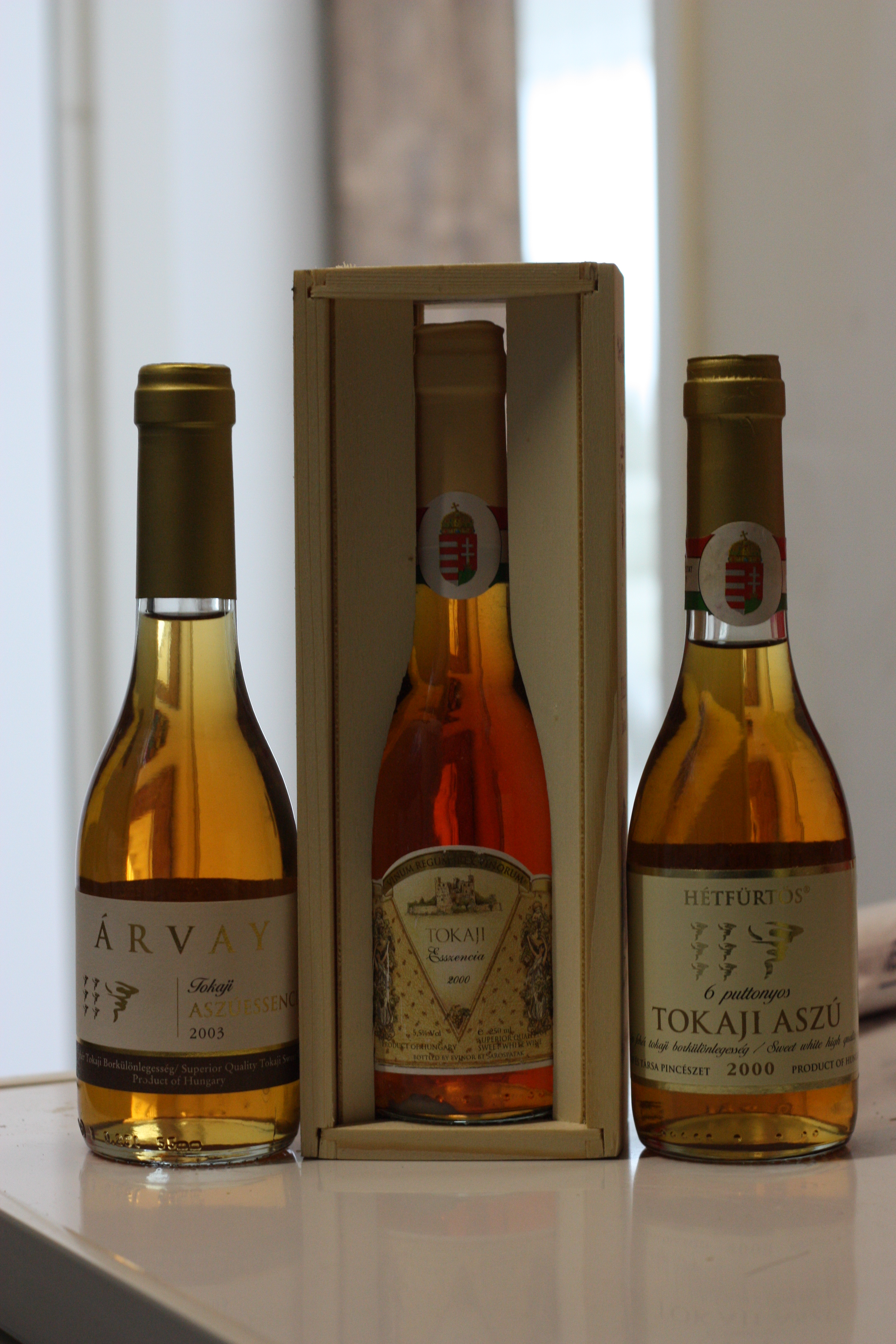
Tři různá tokajská vína

Tokajská vína (maďarsky Tokaji; anglicky a francouzsky Tokay; italsky Tocai) jsou aromatická vína zlatavé barvy vyráběná tradiční oxidativní metodou v Tokajské oblasti (maď. Tokaj-Hegyalja), tj. převážně v severovýchodním Maďarsku a částečně i na jihovýchodním Slovensku. V současné době se dostávají do módy i tokajská vína stolní a přívlastková, která se vyrábějí moderním reduktivním procesem.

## Dějiny
Pěstování vinné révy v tokajské oblasti, čili v povodí Bodrogu a na horní Tise, sahá do 2. století našeho letopočtu, za doby Římské říše. (Tokajské území sice bylo obýváno „barbarskými“ Jazygy, ale sousedilo s římskou provincií Panonie a bylo pod silným římským vlivem.) Základy současnému místnímu vinohradnictví položil ovšem až uherský král Béla IV. (1235–1270) v polovině 13. století, kdy požádal italské vinaře o obnovu vinic zničených vpádem Tatarů. Italští vinaři osázeli vinice novými odrůdami, které se později staly základem tokajských vín. K největšímu rozmachu tokajského vinohradnictví došlo v průběhu 17. století; vína se dostala např. až na stůl francouzských či švédských králů i ruských carů a stala se populárními v celé Evropě.
Tokajskou oblast vymezil uherský zákon již v roce 1908 (31 obcí v okolí města Tokaj). Československu jeho vznikem v roku 1918 připadly čtyři obce (Malá Trňa, Velká Trňa, Viničky a Slovenské Nové Mesto) včetně práva pro použití názvu „Tokajské“. Rozpadem Československa roku 1993 získala toto právo, na základě dohody s maďarskou stranou, Slovenská republika.

### V datech
- 290 – počátek pěstování vína (pravděpodobně původních odrůd) za éry římského císaře Marca Aurelia Proba
- 895 – maďarské kmeny obsazují Karpatskou kotlinu
- 1551 – papež Julius III. při obědě během Tridentského koncilu, na němž bylo podáváno tokajské víno, prohlásil: „Takové víno patří na papežskou tabuli.“ (lat. Summum pontificem talia vina decent!)
- 1631 – nejstarší dochovaný popis výroby tokajských výběrů (aszú) zaznamenal protestantský kazatel a kronikář Máté Laczkó, považovaný za objevitele tohoto druhu vína
- 1641 – první ustanovení o výrobě vína a sběru cibéb, zároveň z tohoto roku pochází nejstarší známá láhev tokajského vína (otevřena v 70. letech 20. století)
- ~1680 – nejstarší dochovaná láhev tokajského vína pochází zhruba z 80. let 17. století
- 1686 – osvobození Uherska od turecké nadvlády; sláva tokajských vín se dostala až k ruskému carskému dvoru
- ~1690 – francouzský král Ludvík XIV. nazval tokajské víno, které dostal darem od sedmihradského knížete Františka Rákocziho, „Vinum regnum – rex vinorum“ (lat. „Víno králů – král vín“)
- 1711 – kníže Rákóczi vedoucí odboj proti habsburské nadvládě definitivně poražen
- 1715 – vinice Szarvas se staly císařským (habsburským) majetkem
- 1737 – vymezena tokajská vinohradnická oblast
- 1741 – Marie Terezie korunována uherskou královnou, čímž získala szarvaské vinice
- ~1770 – zaveden systém klasifikace tokajských vín
- ~1880 – epidemie phylloxery (révokaze) ničí tokajské vinice; později osázeny sazenicemi furmintu, lipoviny a žlutého muškátu – tzn. odrůdami nejvhodnějšími k tvorbě cibéb
- 1900 – ročník vzácného výběrového vína darovaného uherskou vládou královně matce k příležitosti jejích stých narozenin
- 1906 – nejstarší komerčně dostupný ročník uskladněný ve sbírce královského muzea
- 1918 – rozpad Rakouska-Uherska, počátek novodobého rozvoje a restrukturalizace vývoje, založení vinařského sdružení Tokaj-Hegyalja (výroba vína, vinohradnictví, výzkum a prodej)
- 1972 – nejlepší tokajský ročník století
- 1989 – pád komunismu, orientace na západní trhy
- 1992 – částečná privatizace vinařského sdružení, vstup zahraničních investorů
- 1993 – maďarský stát zakládá Tokaj Kereskedőház Rt (maďarský státní podnik, také označováno jako maďarské královské statky) sdružující historické jmění oblasti včetně historických sklepů a szarvaských vinohradů. Samotný ročník 1993 byl dlouho považován za nejlepší z poslední čtvrtiny minulého století; vyrovnal se mu až ročník 1999.

## Klasifikace
Tokajská vína se dělí do 4 skupin:
- tokajské stolní
- tokajské samorodné (Szamorodni)
  - suché (száraz) - >21°NM, cukr <10 g/l
  - sladké (édes) - >24°NM, cukr >10 g/l
- tokajské výběry (Aszú)
  - 2-putnový (~40 g/l)
  - 3-putnový (≥60 g/l)
  - 4-putnový (≥90 g/l)
  - 5-putnový (≥120 g/l)
  - 6-putnový (≥150 g/l)
- tokajské esence (Eszencia)

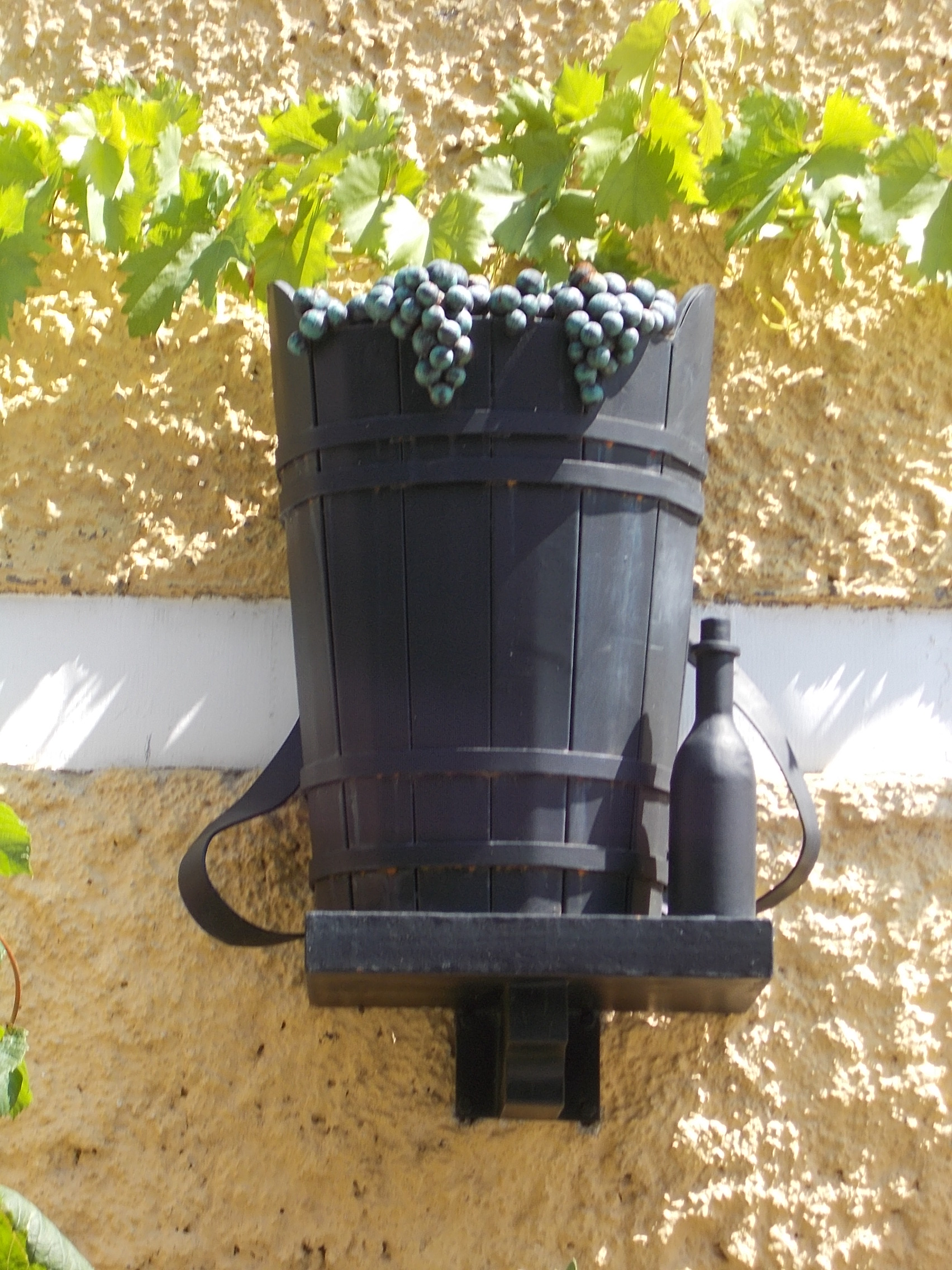
Putna naplněná vinnými hrozny, domovní znamení na usedlosti Goldmark (Goldmark-ház) v maďarském městě Keszthely. Dřevěná káď a ve starém Uhersku zároveň i dutá míra (o obsahu cca 15 litrů) je dodnes tradiční jednotkou, kterou se odměřuje cukernatost, a tedy i chuť, tokajských výběrových vín.

  - tokajská výběrová esence (>180 g/l)
  - tokajská esence (nektar, >450 g/l)

Obsah zbytkového cukru pro výběry a esence je spíše orientační, může se lišit v závislosti na ročníku a postupu výroby. Taktéž se postupem času měnily vinařské zákony a nařízení, takže starší ročníky nemusejí odpovídat aktuálním předpisům.

## Charakter vína
Tokajské výběry a esence jsou charakteristické žlutou, medovou, jantarovou až zlatohnědou barvou a sladkou plnou chutí s oxidativním charakterem. Ve vůni i chuti se může objevovat med, hrozinky, chlebovinka, buket cibéb, tóny vanilky, ořechů, tabáku, sušené ovoce, datle, fíky, meruňky, u vyšších výběrů až karamelové, kávové nebo čokoládové tóny, či griliáš.
Sladká tokajská vína vyráběná oxidativní metodou se hodí k většině sladkých dezertů, zákusků a pečivu. Tradiční kombinací pro přírodně sladká tokajská vína jsou také husí či kachní játra (foie gras/de canard). Vzhledem k vyššímu obsahu cukru se nedoporučují k běžnému pití. Esence a vyšší výběry se také používají jako doplněk stravy.
Pro běžnou konzumací tokajských vín se lépe hodí buďto samorodné (maď. szamorodni), které má obvykle zbytkového cukru méně, nebo ho neobsahuje vůbec, případně přívlastková či stolní tokajská vína, která jsou vyráběna reduktivní cestou.

## Výroba
Pro tokajské oblasti je charakteristický dlouhý podzim, během kterého bobule přezrávají a za přispění botrytidy se mění v cibéby. Právě na obsahu cibéb je výroba tokajských vín postavena. Další podstatnou složkou výroby jsou prostory, v nichž víno zraje – místní podzemní chodby a sklepy.

### Tufové sklepy
"Zvláštností tokajské oblasti jsou speciální sklepy. Jsou vykopané v sopečné vyvřelině (tufu) v podobě chodeb vysokých asi dva a půl metru. V některých tokajských sklepech jsou stěny pokryty černou plísní, která reguluje vlhkost a přitom neovlivňuje nepříznivě ovzduší ve sklepě."
Spletité chodby tokajských sklepů jsou vykopány hluboko pod zemí v sopečné hornině tufu a táhnou se do dálky i několika kilometrů. Většina byla vyhloubena již v 16. a 17. století. Mají stálé mikroklima, tzn. vysokou vzdušnou vlhkost a stabilní teplotu kolem 10–12 °C. Jejich stěny porůstá mikroskopická houba Zasmidium cellare. Tato chladnomilná houba (lidově plíseň) reguluje vzdušnou vlhkost v podzemních prostorách. V její přítomnosti zraje tokajské víno několik let a právě tady získává finální komplexnost a zakulacenost.

### Odrůdy
Tokajské víno se vyrábí z několika převážně tradičních odrůd:
- Furmint (zastoupení 65–75 %)
- Lipovina (Hárslevelű, zastoupení 15–20 %)
- Muškát žlutý (Sárgamuskotály, syn. Muškát bílý, do 10 %)
- Zéta (do r. 1999 Oremus, Furmint X Bouvierův hrozen, vyšlechtěná roku 1951, povolená od roku 1990)
- Kövérszölö (z většiny zničené epidemií révokaze v 19. století)
- Kabar (Lipovina X Bouvierův hrozen, novodobá odrůda povolená od roku 2006)
- Ryzlink vlašský

Stolní a jakostní vína se vyrábějí podobně, jako vína v ostatních oblastech: reduktivní metodou fermentace vylisovaného moštu. Liší se až výroba ostatních druhů vín typických pro tuto oblast.

#### Tokajské samorodné
Tokajské samorodné je vyráběno oxidativní metodou z netříděných bobulí. Podíl cibéb je závislý na počasí konkrétního roku, takže v horších letech vzniká samorodné suché (cukernatost moštu minimálně 21°, zbytkový cukr do 10 g/l), v příznivějších letech je možné vyrobit samorodné sladké (cukernatost moštu nad 24°, zbytkový cukr minimálně 10 g/l, obvykle 30–60 g/l). Sudy nejsou plněny zcela, od vzduchu je víno odděleno pouze vrstvou kvasinek, což se podílí na barvě, chuti a buketu. Dříve tokajské samorodné zrálo nejméně dva roky, z toho alespoň rok v dřevěném sudu. S ročníkem 2016 se doba zrání v dřevěných sudech snížila na šest měsíců.

#### Tokajské výběry (aszú)
Výběry se vyrábějí zalitím rozmělněných cibéb vinným moštem o cukernatosti >21 °NM nebo vínem vyrobeným z moštu o cukernatosti >21 °NM a následným kvašením. Použitý mošt i víno musí pocházet ze stejné vinohradnické oblasti i roku, jako cibéby.
Množství cibéb je odměřováno putnami o objemu 28 litrů (20–25 kg cibéb, starší literatura uvádí 15 kg) a přidáváno do göncského sudu (sud o objemu 136,6 litrů). Podle počtu puten na sud se tokajská vína dělí na 3 až 6putnová. V archivech je možné narazit na 1 a 2putnové výběry, jejichž výrobu ukončil vinařský zákon z roku 1997.
K nejvýraznější změně ve výrobě tokajských výběrů došlo v roce 2013. Byl zrušen tradiční 3–6-putnový systém, který byl nahrazen čtyřmi kategoriemi podle obsahu zbytkového cukru 60, 90, 120 a 150 g/l, jejichž ekvivalentem jsou 3, 4, 5 a 6-putnové výběry. Všechny tokajské výběry dříve nesly automaticky název Aszú, což je dnes rezervováno pouze pro výběry začínající na minimálním obsahu zbytkového cukru 150 g/l a končící tam, kde začíná tokajská esence (450 g/l) – tudíž pouze 6-putnový (podle dřívějšího dělení) tokajský výběr lze oficiálně nazývat Azsú. Stejně jako u samorodného, tak ani u výběrů nejsou sudy plněny zcela, aby k vínu mohl vzdušný kyslík, který společně s vrstvou kvasinek dotváří celkový charakter vína. Tradičně zrál tokajský výběr nejméně tři roky, z toho alespoň dva roky v dřevěných sudech. Po roce 2013 byla doba strávená v sudu zkrácena na 18 měsíců.

#### Tokajské esence

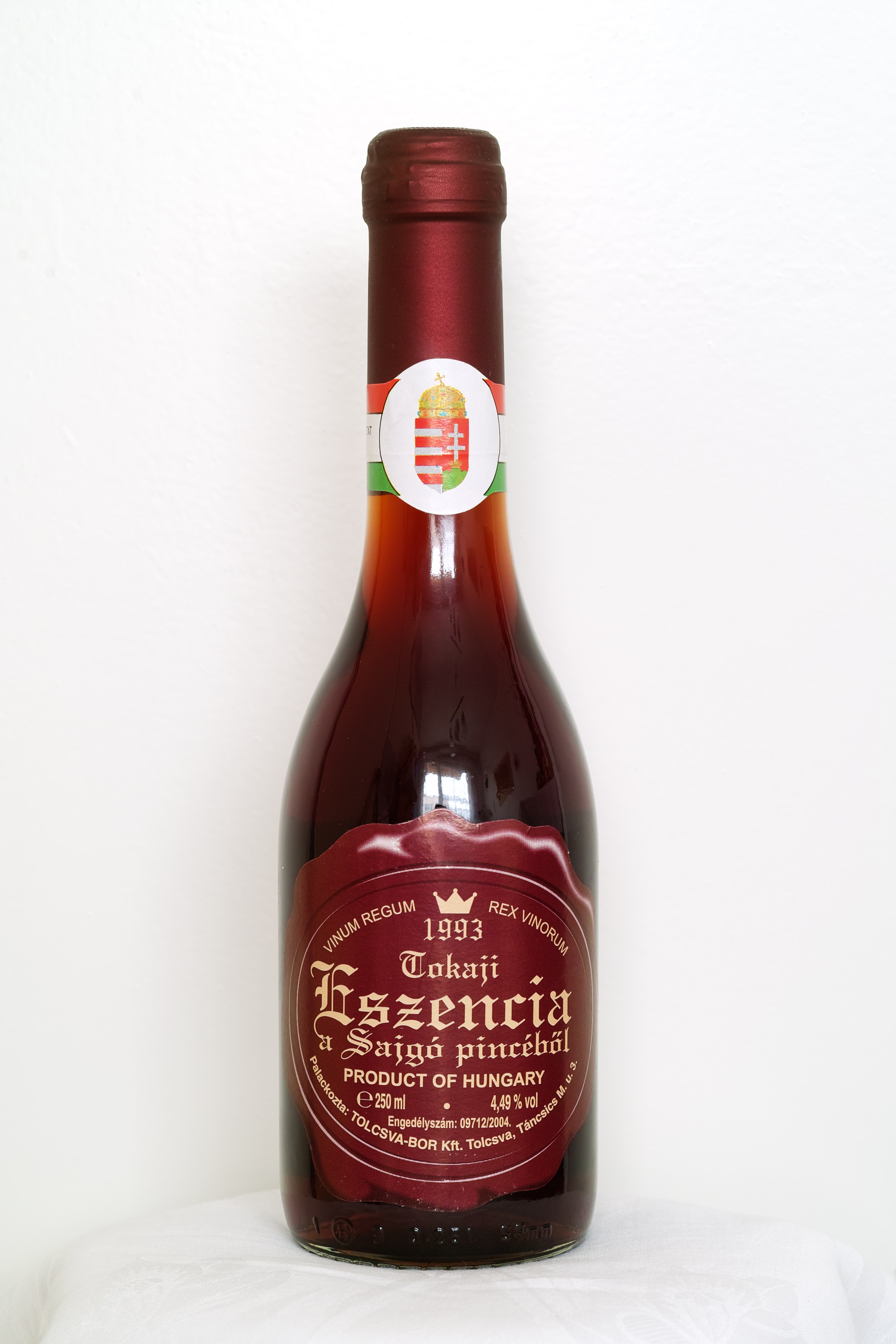
Tokajská esence (nektar)
ročník 1993, archiv
lahev 0,25l

Tokajská výběrová esence (Tokaji aszú eszencia, někdy lidově označovaná jako sedmiputnové) byla vyráběna fermentací cibéb zalitých moštem či tokajským vínem. Obsah cukru musí přesahovat 180 g/l a extrakt 45 g/l. Obsah alkoholu se pohybuje kolem 10–12 %. Zraje 3 roky, z čehož minimálně dva stráví v dřevěném sudu.
Tokajská výběrová esence se do prodeje dostává poměrně zřídka a za vysoké ceny (obvykle 3000–8000 Kč za litr). Někteří prodejci ji chybně klasifikují jako tokajskou esenci-nektar. Ta je ovšem natolik vzácná, že je prakticky nemožné se s ní mimo specializované obchody setkat. Počínaje sklizní 2013 se tokajská výběrová esence již nevyrábí a vínům této kvality nově odpovídá nejvyšší kategorie výběrů, tzv. Aszú.
Tokajská esence (Tokaji eszencia), neboli nektar, vzniká přirozeným kvašením samotoku (šťávy, kterou ze sebe vlastní vahou vylisovaly cibéby). Vyrábí se zpravidla jen v nejlepších ročnících (čtyř-hvězdičkových podle maďarského systému). Pro vznik 1 litru esence je zapotřebí 3 tun cibéb, což odpovídá sklizni z 10 hektarů. Kvašení je z důvodu vysokého obsahu cukru velmi pomalé a může trvat roky (u velmi koncentrovaného samotoku je to přibližně 1 % alkoholu za rok). Esence obvykle obsahuje přes 400 g/l zbytkového cukru (uvádí se až 900 g/l pro ročník 2000), 45–60 g/l extraktu a 4 až 6 procent alkoholu. Zrání trvá minimálně tři roky, z toho dva v dřevěném sudu. Cenově se tato vína pohybují mezi 10 000–25 000 Kč za litr.
Pan Stevenson o tokajské esenci píše: "Byl jsem šťasten, že jsem mohl ochutnat čistou esenci ve státních sklepích v Tolcsvě. Kvasila již 13 let a dosáhla hladinu téměř 12% alkoholu, s 640 g/l zbytkového cukru tekla jako olej, měla však neuvěřitelný buket připomínající zrána se rozvíjející růže. Byla intenzivně sladká, čistá se silnou hroznovou chutí."
Životnost esencí je prakticky neomezena, uvádějí se až stovky let při patřičném skladování.

## Ostatní tokajské speciality

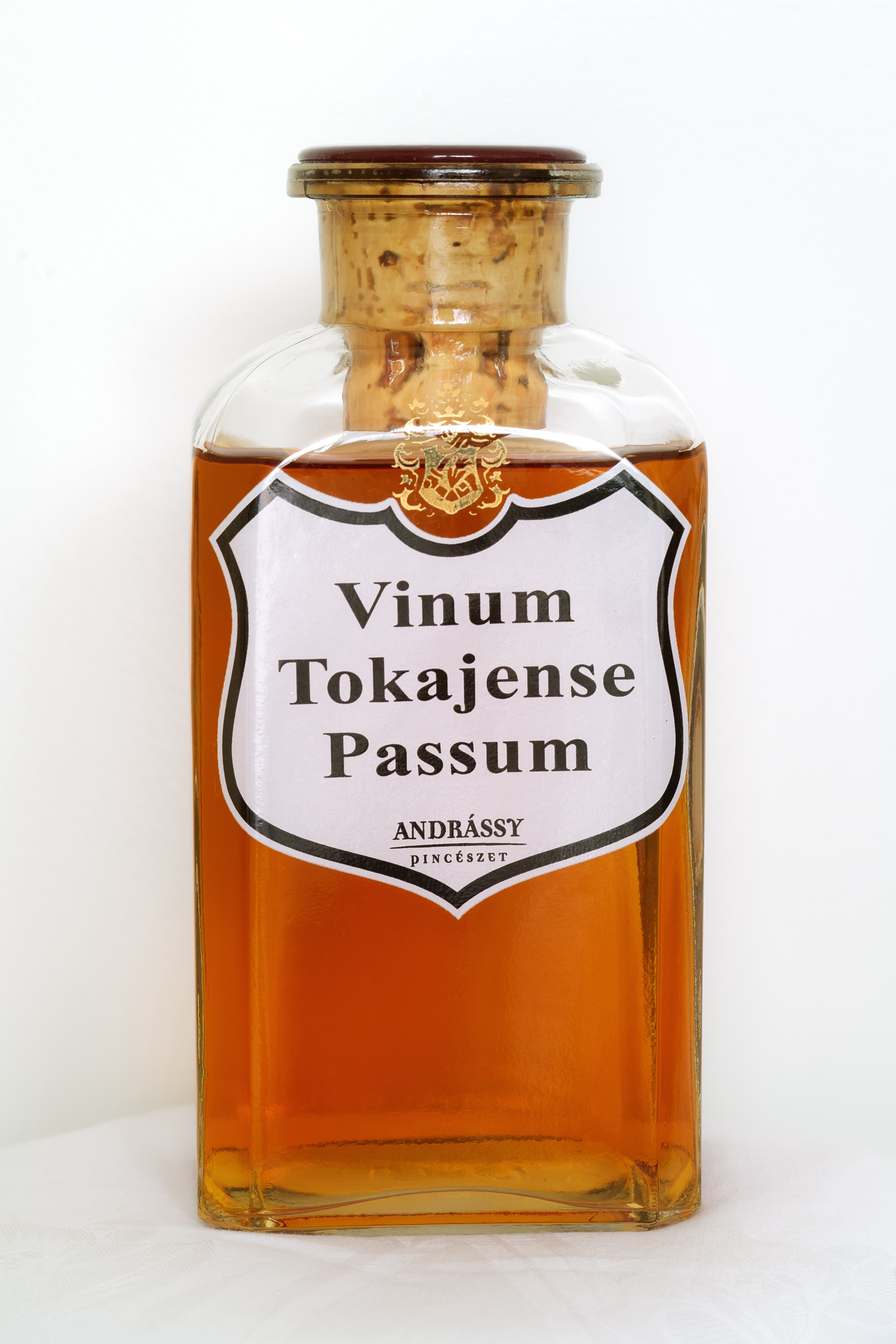
Vinum Tokajense Passum
bezalkoholová esence
lahev 0,25l

### Tokajskýmášláš(Tokaji máslás)
Vyrábí se fermentací moštu nebo vína nalitého na kvasničný kal zbylý po výrobě výběru nebo samorodného. Touto cestou víno získává výraznější charakter. Takto vyrobené víno se dnes již běžně neprodává. Jeho produkce pro vlastní konzumaci je však v řadě malých rodinných vinařství stále běžná zejména v Maďarsku.

### Tokajskýfordítáš(Tokaji fordítás)
Vzniká fermentací moštu nebo vína nalitého na matoliny (výlisky) z cibéb, které ještě dokážou víno chuťově a aromaticky obohatit. Takto vyrobené víno se dnes již běžně neprodává. Jeho produkce pro vlastní konzumaci je však v řadě malých rodinných vinařství stále běžná zejména v Maďarsku.

### Tokajské ledové
Používá se klasické metody pro výrobu ledového vína v kombinaci s tokajskými odrůdami. Poprvé bylo vyrobeno roku 1999 v Chateau Pajzos (Maďarsko). Jeho produkce se v reakci na zvyšující poptávku v posledních letech výrazně zvyšuje.

### Tokajské slámové
Metoda pro výrobu slámového vína z tokajských odrůd se tradičně používá pouze na Slovensku.

### Tokajské přívlastkové
Využívá tokajských odrůd v kombinaci s klasickým systémem přívlastků (ten se ovšem liší podle konkrétní země a vinařského zákona). V Maďarsku jsou tato vína obvykle značena jako késöi szüretelésü (doslovně přeloženo znamená „pozdní sběr“), na Slovensku je používán podobný systém značení jako v ČR. Některé maďarské pozdní sběry se kvalitou moštu mohou vyrovnat až našim výběrům z bobulí a výběrům z cibéb.

### Vinum Tokajense Passum
Také známo jako Stanza Eszencia. Maďarská specialita, neprokvašená sladká esence s několika sty gramy „zbytkového“ cukru. Do poloviny 20. století se bezalkoholová esence z cibéb prodávala pouze v lékárnách jako vinný produkt prospěšný zdraví. V současnosti je většina produkce importována Japonskem, kde je distribuována jako přírodní doplněk stravy pro prevenci před civilizačními chorobami. Produkt se vyznačuje olejovitou konzistencí a výraznou chutí cibéb.

## Archivace

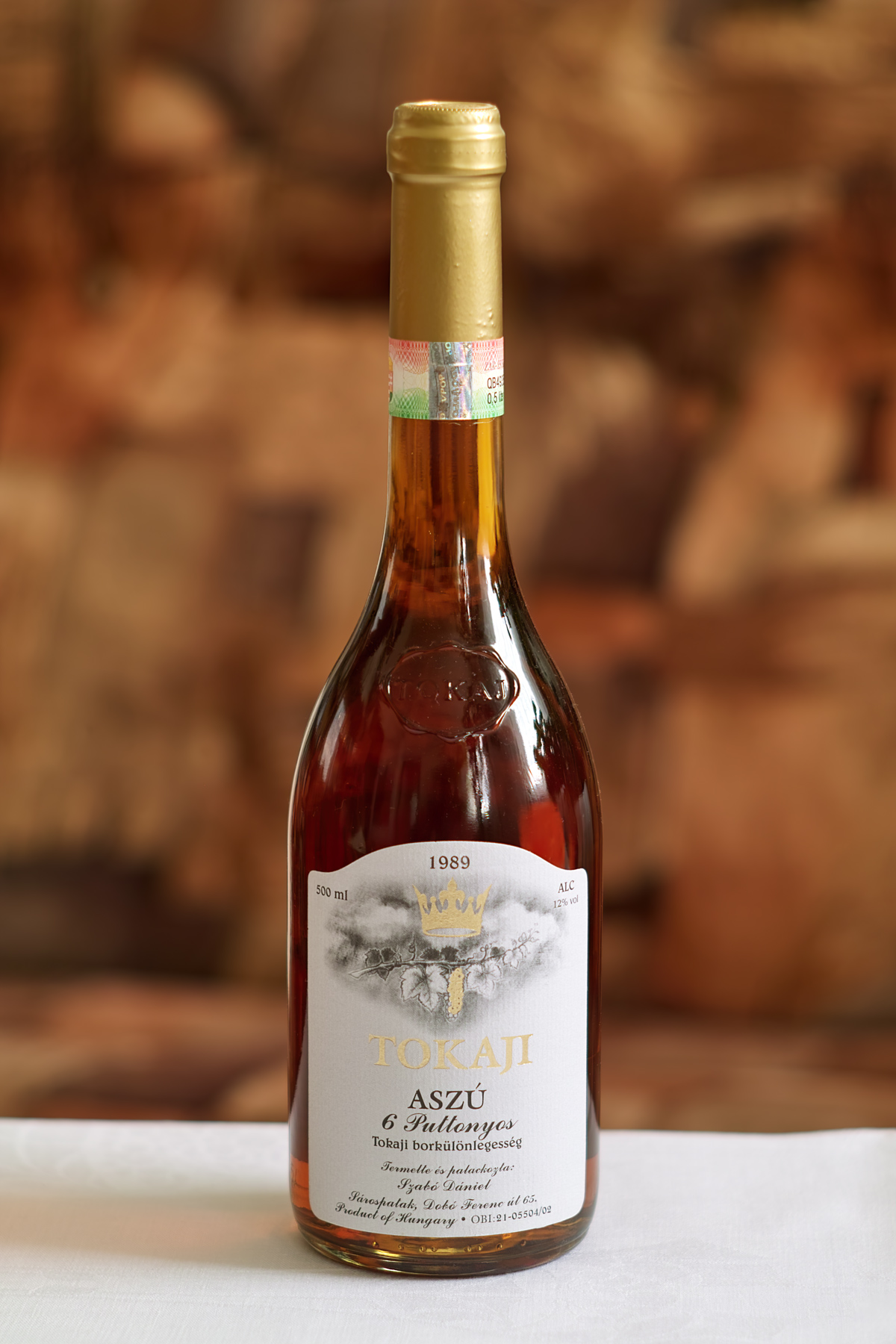
Tokajský výběr 6putnový
ročník 1989, archiv
lahev 0,5l

Tokajská vína jsou známa vysokým archivačním potenciálem. Ten se týká především výběrů a esencí. Stolní vína jsou určena k okamžité spotřebě. Potenciál kvalitních jakostních vín a pozdních sběrů vyráběných moderní reduktivní metodou dosahuje zhruba pěti let. U výběrů a esencí vyráběných tradiční oxidativní metodou může být životnost prakticky neomezena. Jsou známa vína, která byla ve výtečné kondici po otevření i téměř tři sta let po sklizni.
Archivační potenciál závisí na ročníku, správném skladování a samotné výrobě.

### Metody výroby
Detaily výrobního postupu si tokajští vinaři chrání, ale u současných vín lze pozorovat dva zásadní trendy. První je klasická metoda, kdy se víno lahvuje co možná nejvíce zoxidované. Tato vína jsou obvykle výrazně tmavá, zlatavá až zlatavo-hnědá a mají velmi dobrý archivační potenciál. Druhá metoda je relativně nová a zakládá na lahvování minimálně zoxidovaného vína. Odlišný výrobní postup umožňuje víno chuťově a aromaticky odlišit. Není ale prokazatelné, zda bude mít tento postup vliv na dlouhodobě archivovaná vína. Několik příkladů známějších výrobců:
klasická metoda
- Royal Tokaji
- Daniel Szabó

moderní metoda
- Disznókő
- Hetszőlő
- Dereszla

### Skladování
Tokajské víno se tradičně skladovalo ve skleněných lahvích uzavřených korkem v tufových sklepích. Lahve byly skladovány ve svislé poloze, což vyžadovalo občasné překorkování (zhruba po sedmi letech), neboť korek časem vysychal a degradoval. V současnosti již překorkování nepatří k běžným postupům a lahve se uchovávají nakloněné, aby byla zátka zalita vínem a nevysychala.
Pro archivaci a dlouhodobé skladování se doporučuje stabilní teplota kolem 12 °C, přičemž je preferována raději teplota mírně vyšší, než teplota kolísavá.

### Ročníky sklizně
Kvalita vína a skladovací potenciál mohou být velmi závislé na počasí během vegetačního období. Podle něj se jednotlivé ročníky kvalitativně liší. Existuje několik systémů hodnocení kvality ročníku, vyjadřují se počtem hvězdiček (více = lépe). Maďarský systém jako maximum používá čtyř hvězdiček. Naproti tomu mezinárodní značení rozlišuje hvězdiček pět.
Ročníky tokajských pozdních sběrů
| 1990 | 1991 | 1992 | 1993  | 1994 | 1995 | 1996 | 1997 | 1998 | 1999  | 2000  | 2001 | 2002 |
| ---- | ---- | ---- | ----- | ---- | ---- | ---- | ---- | ---- | ----- | ----- | ---- | ---- |
| **** | **   | **   | ***** | *    | **** | >*** | >*   | ***  | >**** | ***** | ?    | **   |

Ročníky výběrových vín a esencí
| 1970  | 1971 | 1972  | 1973  | 1974 | 1975 | 1976 | 1977 | 1978  | 1979  |
| ----- | ---- | ----- | ----- | ---- | ---- | ---- | ---- | ----- | ----- |
| *     | **** | ***** | ***   | *    | **** | *    | **   | *     | **    |
| 1980  | 1981 | 1982  | 1983  | 1984 | 1985 | 1986 | 1987 | 1988  | 1989  |
| *     | **** | **    | ***** | ***  | **   | **** | **   | ***** | ****  |
| 1990  | 1991 | 1992  | 1993  | 1994 | 1995 | 1996 | 1997 | 1998  | 1999  |
| ***   | **** | **    | ***** | *    | **   | **** | *    | **    | ***** |
| 2000  | 2001 | 2002  | 2003  | 2004 | 2005 | 2006 | 2007 | 2008  | 2009  |
| ***** | **** | ***   | ****  | *    | ***  | **** | **** | ***   | *     |
| 2010  | 2011 |       |       |      |      |      |      |       |       |
| *     | *    |       |       |      |      |      |      |       |       |

Čtyřhvězdičkové (nejlepší) ročníky podle maďarského systému:
| 1972 | 1975 | 1983 | 1988 | 1993 | 1999 | 2003 | 2005 |
| ---- | ---- | ---- | ---- | ---- | ---- | ---- | ---- |

Názory na některé ročníky (např. 2000 nebo 2005) a jejich hodnocení se někdy do určité míry liší. O vyjádření jsem požádal odbornici na tokajské víno Dr. Danu Chvátalovou, která přímo pro tento článek wikipedie poskytla následující informace:
"Existuje řada knih o tokajských vínech. Naštěstí je jich hodně v angličtině či němčině. Přeložila jsem jich hezkou řádku, ale přesto Vám nemohu zcela jednoznačně odpovědět. Jsou ročníky tradičních tokajských ASZÚ, jež jsou tradovány všemi jako nejlepší tj. mají 4 hvězdičky (1972, 1975, 1983, 1988, 1993, 1999, 2003, 2005) ovšem záleží hodně na vinařství i poloze určité vinice. I ve špatných ročnících mají někteří vinaři excelentní putňová vína vyznamenaná mezinárodně. Muzeální víno všeobecně v Maďarsku znamená nejvyšší kvalitu vína. Podmínky pro klasifikaci vína jako muzeální jsou dosti nejasné. Každý vinař má svá muzeální vína, ať jsou to tokajská nebo ne. Archivace kvalitních putňových tokajských nemá hranice. Důležité je správné uložení. A čím starší, tím lepší a samozřejmě dražší a to mnohonásobně."
Za archivní tokajská vína jsou považována ta, u kterých uběhlo více než 10 let od sklizně. Po 10 letech může cena lahve vzrůst na dvojnásobek hodnoty mladšího vína.